# Ури, Майкл
Майкл Лоре́нцо У́ри (англ. Michael Lorenzo Urie, род. 8 августа 1980) — американский актёр. Наибольшую известность ему принесла роль Марка Сент-Джеймса в сериале «Дурнушка» (2006—2010).

## Карьера
После окончания средней школы, Ури начал карьеру в театре, где появился в ряде постановок.
Ури добился наибольшей известности по роли Марка Сент-Джеймса в телесериале «Дурнушка», где он снимался с 2006 по 2010 год. Изначально появление Ури в сериале было задумано как не постоянное, а гостевое. Тем не менее Ванессе Уильямс настолько понравился Ури, что она настояла чтобы его персонажа сделали регулярным. Вместе с актёрским ансамблем он был номинирован на Премию Гильдии киноактёров США в 2007 и 2008 годах, а также получил три номинации на Teen Choice Awards.
В январе 2012 года Ури дебютировал на Бродвее, в мюзикле «Как преуспеть в бизнесе, ничего не делая». Летом 2017 года сыграл в офф-бродвейском театре роль Хлестакова.
В 2012 году играл одну из главных ролей в ситкоме «Партнёры». Позже появлялся в качестве периодических персонажей в сериалах «Американская семейка», «Хорошая жена» и «Юная».

## Личная жизнь
Ури — открытый квир. С 2008 года он состоит в отношениях с актёром Райаном Спаном.

## Фильмография
| Год       |     | Русское название        | Оригинальное название   | Роль                      |
| --------- | --- | ----------------------- | ----------------------- | ------------------------- |
| 2002      | с   | Факультет               | Undressed               | Джастин                   |
| 2003      | ф   | Городские девчонки      | Uptown Girls            | Уокер                     |
| 2004      | тф  |                         | Kat Plus One            | Роджер                    |
| 2005      | ф   | ВТЦ взгляд              | WTC View                | Эрик                      |
| 2006—2010 | с   | Дурнушка                | Ugly Betty              | Марк Сент-Джеймс          |
| 2008      | кор |                         | Tangled Web             | муж                       |
| 2011      | ф   | Крошка из Беверли-Хиллз | Beverly Hills Chihuahua | Себастьян (голос)         |
| 2011      | тф  |                         | Brain Trust             | профессор Франклин Гордон |
| 2011      | ф   | Ловушка для невесты     | The Decoy Bride         | Стив Корбитз              |
| 2012      | ф   | Петуния                 | Petunia                 | Джордж Макдугал           |
| 2012      | с   | Партнеры                | Partners                | Луис Макманус             |
| 2012      | кор |                         | Animal Charm            |                           |
| 2013      | с   |                         | It Could Be Worse       | Майк                      |
| 2014      | ф   | Такие хорошие люди      | Such Good People        | Ричард                    |
| 2014—2016 | с   | Хорошая жена            | The Good Wife           | Стивен Диновера           |
| 2014      | с   | Американская семейка    | Modern Family           | Гевин Синклэир            |
| 2016      | с   | Юная                    | Younger                 | Рэндмонд                  |
| 2016      | кор |                         | The New 35              | Терри                     |
| 2017      | тф  |                         | Amy's Brother           | Мэттью                    |